# Discografia de Nine Inch Nails
Este artigo contem informações adicionais sobre a banda Nine Inch Nails.

## Álbuns de estúdio
- Pretty Hate Machine (1989)
- The Downward Spiral (1994)
- The Fragile (1999)
- With Teeth (2005)
- Year Zero (2007)
- Ghosts I-IV (2008)
- The Slip (2008)
- Hesitation Marks (2013)
- Bad Witch (2018)

## EPs
- Broken (1992)
- Not The Actual Events (2016)
- Add Violence (2017)
- Bad Witch (2018)

## Álbuns de remixagens
- Fixed (1992)
- Further Down the Spiral (1995)
- Things Falling Apart (2000)
- Year Zero Remixed (2007)

## Singles
- "Down in It" (1989)
- "Head Like a Hole" (1990)
- " Sin" (1990)
- "March of the Pigs" (1994)
- "Closer to God" (1994)
- "The Perfect Drug" (1997)
- "The Day the World Went Away" (1999)
- "We're in This Together" (1999)
- "Into the Void" (2000)
- "Starfuckers, Inc." (2000)
- "The Hand That Feeds" (2005)
- "Only" (2005)
- "Every Day Is Exactly the Same" (2006)
- "Survivalism" (2007)
- "Capital G" (2007)
- "Discipline" (2008)
- "Echoplex" (2008)
- "Came Back Haunted" (2013)
- "Copy of A" (2013)
- "Everything" (2013)

## Promos
- "Burn"
- "Piggy"
- "Deep"

## Álbuns ao vivo
- And All That Could Have Been (2002)

## Vídeos
- Closure (1997) - Somente em VHS
- And All That Could Have Been (2002)
- Collected (2005) - Somente em DVD
- Beside You In Time (2007)